# NGC 7179
NGC 7179 is een balkspiraalstelsel in het sterrenbeeld Indiaan. Het hemelobject werd op 22 juni 1835 ontdekt door de Britse astronoom John Herschel.

## Synoniemen
- ESO 108-11
- PGC 67995